# 维拉尔德雷
维拉尔德雷是葡萄牙布拉干萨区的一个堂区。总面积14.46平方公里，总人口99人，人口密度6.8人/平方公里。